# Miriam Adhikari
Miriam Adhikari est un médecin et une scientifique, spécialisée en pédiatrie et plus particulièrement en néonatologie. Elle est professeur émérite à l'université du KwaZulu-Natal et néonatologue à l'école de médecine Nelson Mandela.

## Carrière
Elle a obtenu son diplôme à l'université du Cap et a fait sa thèse de troisième cycle et de doctorat à l'université du Natal.
Elle s'intéresse également à la néphrologie pédiatrique et est membre de l'Académie des sciences d'Afrique du Sud.
En 2017, le gouvernement du KwaZulu-Natal lui a décerné le prix annuel de l'excellence des services. Elle a déclaré que son objectif principal était d'enseigner au personnel infirmier l'importance de la prise en charge des mères et des bébés.